# Nico Yennaris
Nicholas Harry Yennaris (24 de mayo de 1993) es un futbolista inglés nacionalizado chino, donde es conocido como Li Ke, que juega de centrocampista en el Shanghái Shenhua de la Superliga de China. 

## Carrera en club

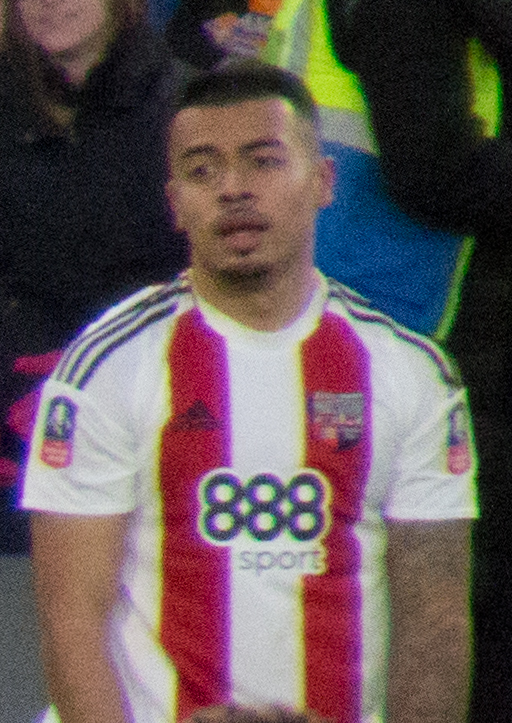
Yennaris jugando para el Brentford F. C.

### Arsenal
Yennaris nació en Leytonstone, Londres. Su padre es grecochipriota y su madre es china. Se incorporó a la Academia de Arsenal en mayo de 2001 los siete años, y avanzó a través de las filas. El 10 de febrero de 2010, hizo su debut en las reservas contra Stoke .Él firmó un contrato profesional con el Arsenal en julio de 2010.  Hizo su debut en el primer equipo competitivo para el Arsenal, que juega como lateral derecho, el 25 de octubre de 2011 en la Copa de la Liga contra el Bolton .  El 9 de enero de 2012, Yennaris hizo su primera FA Cup aparición de Arsenal , que se presenta por el lesionado Francis Coquelin como lateral derecho, como Arsenal venció Leeds United por 1-0 en la tercera ronda. El 15 de enero de 2012, Yennaris estuvo en el banquillo en la derrota del Arsenal por 3-2 en Swansea City. Hizo su debut en la Premier League contra el Manchester United saliendo desde el banquillo en el descanso el 22 de enero de 2012 para sustituir a Johan Djourou.

### Préstamo para Notts County
El 23 de marzo de 2012, se unió a Yennaris Notts County en un préstamo de emergencia para el resto de la temporada 2011-12.Hizo su debut para el Condado de partida en un empate 0-0 contra el Scunthorpe United el 24 de mayo, un día después de que él firmado por el club. Yennaris pasó a hacer una aparición más durante su paso por el Notts County.

## Selección nacional
Yennaris ha representado a Inglaterra en distintas categorías inferiores, la sub-17, sub-18 y sub-19. Yennaris también es elegible para representar a China y Chipre a nivel internacional. El 30 de mayo de 2019 se convirtió en el primer jugador nacionalizado en ser convocado por China, debutando el 7 de junio en un amistoso ante Filipinas.

## Clubes
| Club                             | País       | Año       |
| -------------------------------- | ---------- | --------- |
| Arsenal F. C.                    | Inglaterra | 2011-2014 |
| Notts County F. C. (cedido)      | Inglaterra | 2012      |
| AFC Bournemouth (cedido)         | Inglaterra | 2013-2014 |
| Brentford F. C.                  | Inglaterra | 2014-2019 |
| Wycombe Wanderers F. C. (cedido) | Inglaterra | 2015      |
| Beijing Sinobo Guoan             | China      | 2019-2024 |
| Shanghái Shenhua                 | China      | 2025-     |

## Palmarés

### Títulos nacionales
| Título             | Club             | País  | Año  |
| ------------------ | ---------------- | ----- | ---- |
| Supercopa de China | Shanghái Shenhua | China | 2025 |